# Алона Тал
Алона Тал (івр. אלונה טל, англ. Alona Tal; нар. 20 жовтня 1983) — ізраїльська співачка й акторка єврейсько-американського походження. Найбільш відома ролями чирлідерки та ведучої шкільних теленовин Мег Меннінг (телесеріал «Вероніка Марс», 2004—2006) і мисливиці на монстрів Джо Гарвелл, подруги Діна Вінчестера («Надприродне», 2006—2011).

## Життя та кар'єра
Народилася в Герцлії, Ізраїль. Вона — єврейка й описує себе як «духовну людину». Служила в ізраїльській армії протягом двох років. Вчилася в Тельмській школі мистецтв в Тель-Авіві, в театральному інституті Лі Страсберга в Нью-Йорку.
Кар'єра Тал почалася з дитячої музичної стрічки «Пім Пам По 2», де вона грала злу відьму на ім'я Машефулу. Незабаром після цього вона з'явилася в рекламних роликах прального порошку. Її перша велика роль — Лілах в телевізійній програмі «Бути зіркою» (івр. להיות כוכב). Одночасно з цим їй запропонували ролі у двох різних телесеріалах. Першим серіалом була мильна опера про сімейний готельний бізнес «Цімерім» («Гість номера»), другим — ситком «Піжами» (івр. הפיג'מות), де вона грала у трьох сезонах із чотирьох відзнятих. Тал вирішує покинути проєкти, в яких була зайнята, щоб показати свій музичний талант. Записує кілька пісень з ізраїльським репером Subliminal.
Потім має невелику кар'єрну перерву, вирішує переїхати в Нью-Йорк, де живе її сестра, зустрічає хіп-хоп виконавця Вайклефа Джина і виконує з ним пісню «Hafinaly» в 2002 р. Він згадував себе як її наставник. Вайклеф намагається допомогти їй з її справжньої пристрастю, музикою. Після Нью-Йорка Алона Тал переїжджає до Лос-Анджелеса. Її запрошують на головну роль телесеріалу «Вероніка Марс». Але пізніше режисер Роб Томас замінює її на Крістен Белл. Тим не менш, Тал настільки відзначилася грою на кастингу, що він створює для неї роль Мег Меннінг. Ця роль тривала загалом 10 епізодів, останній з яких був показаний 12 квітня 2006 р. Також Тал знялася в епізодичних ролях у телесеріалах «Сьоме небо», «Мертва справа», «CSI: Місце злочину», «Головнокомандувачка».
На початку 2006 р. вона зіграла в телесеріалі «Розділене рішення» ковзанярку Бекс Крістенсен. Серіал не вийшов в ефір, хоча попередня пілотна версія була знята. У серпні 2006-го проходить кастинг у серіал «Надприродне». Спочатку Тал отримала епізодичну роль Алекс, випадкової подружки Діна Вінчестера, але після численних прохань фанів отримала гостьову роль Джо Гарвелл. Перший епізод із Джо показали 5 жовтня 2006 р., останній — у жовтні 2011 року (в 10 серії 5 сезону Джо загинула разом зі своєю матір'ю Елен, рятуючи братів Вінчестерів).
Наприкінці 2006 р. Алона Тал знімається у відеофільмі «Напівмертвий 2». На початку 2007 р. отримує роль Ребеки Кінг в серіалі «Los Duques» («Герцоги»), який телекомпанія CBS спочатку відмовилася транслювати. Але вже у травні оголосила, що серіал все ж буде показаний, проте під назвою «Очерет». Прем'єра відбулася 25 вересня 2007 р., вийшло 13 епізодів.

## Приватне життя
У неї двоє старших і двоє молодших сестер. 
З 5 червня 2007 р. одружена з мексиканським актором Маркосом Феррецом, з яким до цього вони були друзями протягом трьох з половиною років. Весілля відбулося в порту Тель-Авіва. У Лос-Анджелесі дружить з ізраїльською моделлю / дизайнеркою Ніколь Декстрою (Nicole Dextras).
Алона Тал добре грає на фортепіано і вчиться грати на гітарі. Вона піклується про довкілля. Краще їздить на велосипеді, хоча у неї є гібридний автомобіль. Рідна мова — іврит. Володіє англійською, вчить іспанську.

## Фільмографія
| Рік       |     | Українська назва                                 | Оригінальна назва                                         | Роль                                          |
| --------- | --- | ------------------------------------------------ | --------------------------------------------------------- | --------------------------------------------- |
| 2019      | ф   |                                                  | The Red Sea Diving Resort                                 | Сара Левінсон                                 |
| 2017—2020 | с   | Усюди жевріють пожежі (мінісеріал)               | Little Fires Everywhere                                   | Лінда в молодості (1 серія)                   |
| 2017—2020 | с   | Команда «морських котиків»                       | SEAL Team                                                 | Стелла (22 епізоди)                           |
| 2019      | тф  | Поліція Нью-Йорка (телефільм)                    | NYPD Blue                                                 | Ніколь Лазарус (головна роль)                 |
| 2019      | вг  |                                                  | Gears 5                                                   | Kat-B320 (голос)                              |
| 2019      | с   | Шпигун (мінісеріал)                              | The Spy                                                   | Джулія Шнайдер (основна роль)                 |
| 2014—2017 | с   | Десниця Бога                                     | Hand of God                                               | Джоселін Гарріс (20 епізодів)                 |
| 2016      | ф   | Чи береш ти цього чоловіка...                    | Do You Take This Man                                      | Емма                                          |
| 2016      | ф   | Вечір прем'єри                                   | Opening Night                                             | Хлоя                                          |
| 2016      | с   | Заручники                                        | בני ערובה (Bnei Aruba)                                    | Зоар (12 епізодів)                            |
| 2015      | мф  | Ніч живих мерців: Найтемніший світанок           | Night of the Living Dead: Darkest Dawn                    | Гелен Купер (голос)                           |
| 2014      | тф  | Рятуючи Медісон                                  | Rescuing Madison                                          | Медісон Парк                                  |
| 2013      | с   | Чорна мітка                                      | Burn Notice                                               | Соня (8 епізодів)                             |
| 2013      | с   | Культ                                            | Cult                                                      | Келлі Коллінз / Марті Ґеррітсен (13 епізодів) |
| 2013      | ф   | Гниле місто                                      | Broken City                                               | Кеті Бредшоу                                  |
| 2011—2012 | с   | Діти прем'єр-міністра                            | ילדי ראש הממשלה (Yaldey Rosh Ha-Memshala)                 | Лібі Аґмон (18 епізодів)                      |
| 2006—2011 | с   | Надприродне                                      | Supernatural                                              | Джо Гарвель (7 епізодів)                      |
| 2011      | с   | Проти стіни                                      | Against the Wall                                          | Нікі (2 епізоди)                              |
| 2011      | с   | Убивство                                         | The Killing                                               | Аліна Дрізоцкі (1 епізод)                     |
| 2011      | с   | Милі ошуканки                                    | Pretty Little Liars                                       | Сімон (1 епізод)                              |
| 2011      | тф  | Три дюйми (три цалі)                             | Three Inches (TV Movie)                                   | Лілі Теру́                                     |
| 2010      | ф   | Каламіті — жінка-реслер                          | Kalamity                                                  | Ешлі                                          |
| 2010      | с   | Захисники (мінісеріал)                           | The Defenders                                             | Ешлі (1 епізод)                               |
| 2010      | ф   | Незареєстровані                                  | Undocumented                                              | Ліз                                           |
| 2010      | вг  | Halo: Reach                                      | Halo: Reach                                               | Кет (голос)                                   |
| 2010      | с   | Противага                                        | Leverage                                                  | Кайе Лінн Ґолд (1 епізод)                     |
| 2010      | с   | Теорія брехні                                    | Lie to Me                                                 | Бекі Терлі (1 епізод)                         |
| 2009      | с   | Монк                                             | Monk                                                      | Моллі Еванс (1 епізод)                        |
| 2009      | с   |                                                  | Party Down                                                | Гізер (1 епізод)                              |
| 2009      | с   | Лицар доріг (2008—2009)                          | Knight Rider                                              | Джулі Нельсон (1 епізод)                      |
| 2009      | с   | Менталіст                                        | The Mentalist                                             | Наталі (1 епізод)                             |
| 2008      | с   | Та, що говорить з привидами                      | Ghost Whisperer                                           | Фіона Рейн (1 епізод)                         |
| 2008      | ф   | Коледж                                           | College                                                   | Джина                                         |
| 2008      | док | Благословенний сірник: життя і смерть Хани Сенеш | Blessed Is the Match: The Life and Death of Hannah Senesh | Хана Сенеш (голос)                            |
| 2008      | с   | Очисник (2008—2009)                              | The Cleaner                                               | Джекі Кемп (1 епізод)                         |
| 2007      | тф  | Франджела                                        | Frangela                                                  | Сара                                          |
| 2007      | с   | Цукрова тростина                                 | Cane (TV Series)                                          | Ребекка Кінг (13 епізодів)                    |
| 2007      | в   | Ні живий, ні мертвий 2                           | Half Past Dead 2                                          | Еллі                                          |
| 2007      | ф   | Беру п'ять!                                      | Taking Five                                               | Дево́н                                         |
| 2006      | тф  | Розділене рішення                                | Split Decision                                            | Бекс Крістенсен                               |
| 2003—2006 | с   | Піжама                                           | הַפִּיגָ'מוֹת‬ (HaPijamot)                                      | камео (62 епізоди)                            |
| 2006      | с   | Головнокомандувачка                              | Commander in Chief                                        | Кортні Вінтерс (1 епізод)                     |
| 2004—2006 | с   | Вероніка Марс                                    | Veronica Mars                                             | Меґ Меннінг (10 епізодів)                     |
| 2006      | с   | Сьоме небо                                       | 7th Heaven                                                | містична подруга Саймона (1 епізод)           |
| 2006      | с   | Мертва справа                                    | Cold Case                                                 | Саллі у 1988 році (1 епізод)                  |
| 2005      | с   | CSI: Місце злочину                               | CSI: Crime Scene Investigation                            | Таллі Джордан (1 епізод)                      |
| 2003      | ф   | Бути зіркою                                      | To Be a Star                                              | Лілах                                         |